# Tarqeq (satélite)
Tarqeq, também conhecido como Saturno LII, é um satélite natural de Saturno. Sua descoberta foi anunciada por Scott S. Sheppard, David C. Jewitt, Jan Kleyna, e Brian G. Marsden em 13 de abril de 2007, a partir de observações feitas entre 5 de janeiro de 2006 e 22 de março de 2007. Sua designação provisória foi S/2007 S 1.
Tarqeq tem cerca de 7 km de diâmetro, e orbita Saturno a uma distância média de 17 909 900 km em 887,30 dias, em uma direção prógrada com uma inclinação de 49,572° e uma excentricidade de 0,1186.
Foi nomeado a partir de Tarqeq, o deus lunar da mitologia inuíte.